# 475: كسر حاجز الصمت
475: كسر حاجز الصمت (بالإنجليزية: 475: Break the Silence)‏، (فيما كان العُنوان الأصلي للفيلم، 475: دعونا نكسر حاجز الصمت) هو فيلم وثائقي قصير مغربي صدر سنة 2013 وأخرجته المُخرجة المغربية هند بن ساري. يُتابع الفيلم قصة حياة فتاة مغربية تُدعى أمينة فيلالي تبلُغ من العمر 16 عامًا وتعيش في بلدة صغيرة في المغرب. انتحرت هذه الفتاة عن طريق تناول سم الفئران بعد أن فُرض عليها الزواج من الرجل الذي اغتصبها. عُرض الفيلم لأول مرة سنة 2014 ضمن المهرجان الدولي للأفلام الوثائقية حول حقوق الإنسان في التشيك.
تلقى الفيلم مُراجعات إيجابية من النقاد وفاز بالعديد من الجوائز في مهرجانات سينمائية دولية. وقد حاز على إشادة النقاد من صحيفة نيويورك تايمز وقناة إيه آر دي الألمانية، كما أحدث الفيلم ضجة كبيرة على الإنترنت. عُرض الفيلم على القناة الثانية في المغرب وبُث في دُول أخرى بما في ذلك الدنمارك والبرتغال وكندا، كما بيع العمل لأكثر من 20 قناة عالمية.